# Yermak Timoféyevich
Yermak Timoféyevich (en ruso: Ерма́к Тимофе́евич, también Ermak; nacido entre 1532 y 1542 en el stanitsa Kachálinskaya, región cosaca del Don; muerto en la fortaleza de Qashlig, Kanato de Siberia, entre el 5 o 6 de agosto de 1585), fue un líder popular y atamán cosaco, uno de los primeros exploradores de Siberia. Sus exploraciones marcaron el comienzo de la expansión de Rusia hacia esa región y su posterior colonización.
Antes del 1578 las unidades cosacas del atamán Yermak se enfrentaron en numerosas ocasiones con las tropas rusas, persas y tártaras en territorios cercanos al río Volga por el control de rutas comerciales de la zona. En el año 1579, perseguidos por las tropas rusas, más de 500 cosacos encabezados por Yermak se trasladaron navegando por el río Kama hacia el Norte. En junio de ese mismo año (1579), se encontraron en el alejado sector del río Chusovaya, en la cercanía de un pequeño poblado levantado por los comerciantes Stróganov.
En 1558, los Stróganov, una familia de comerciantes rusos, recibieron un permiso del zar Iván el Terrible para explorar la abundante región a lo largo del río Kama, y en 1574 para las tierras a lo largo del río Turá y el río Tobol. Recibieron asimismo un permiso, bajo su propio riesgo, para construir fuertes y poblados a lo largo de los ríos Obi e Irtysh.
Con los Stróganov, el atamán Yermak Timoféyevich llegó a un acuerdo temporal —brindar protección de ataques tártaros a este y otros poblados comerciales pertenecientes a los Stróganov, a cambio de alimentos y municiones entregados a los cosacos de Yermak. Gracias a esta alianza y acuerdo con los Stróganov, la vida "asentada" de los cosacos de Yermak se mantuvo por los próximos dos años (1579-81). Durante ese periodo, en el año 1580, los Stróganov invitaron a Yermak (que contaba con más de 40 años de edad) a enrolarse oficialmente como comandante de una unidad militar para defender los intereses rusos en la guerra livonia. Yermak aceptó y participó con sus cosacos (ahora junto a los rusos) en una batalla por la ciudad de Smolensk.

## La conquista de Siberia

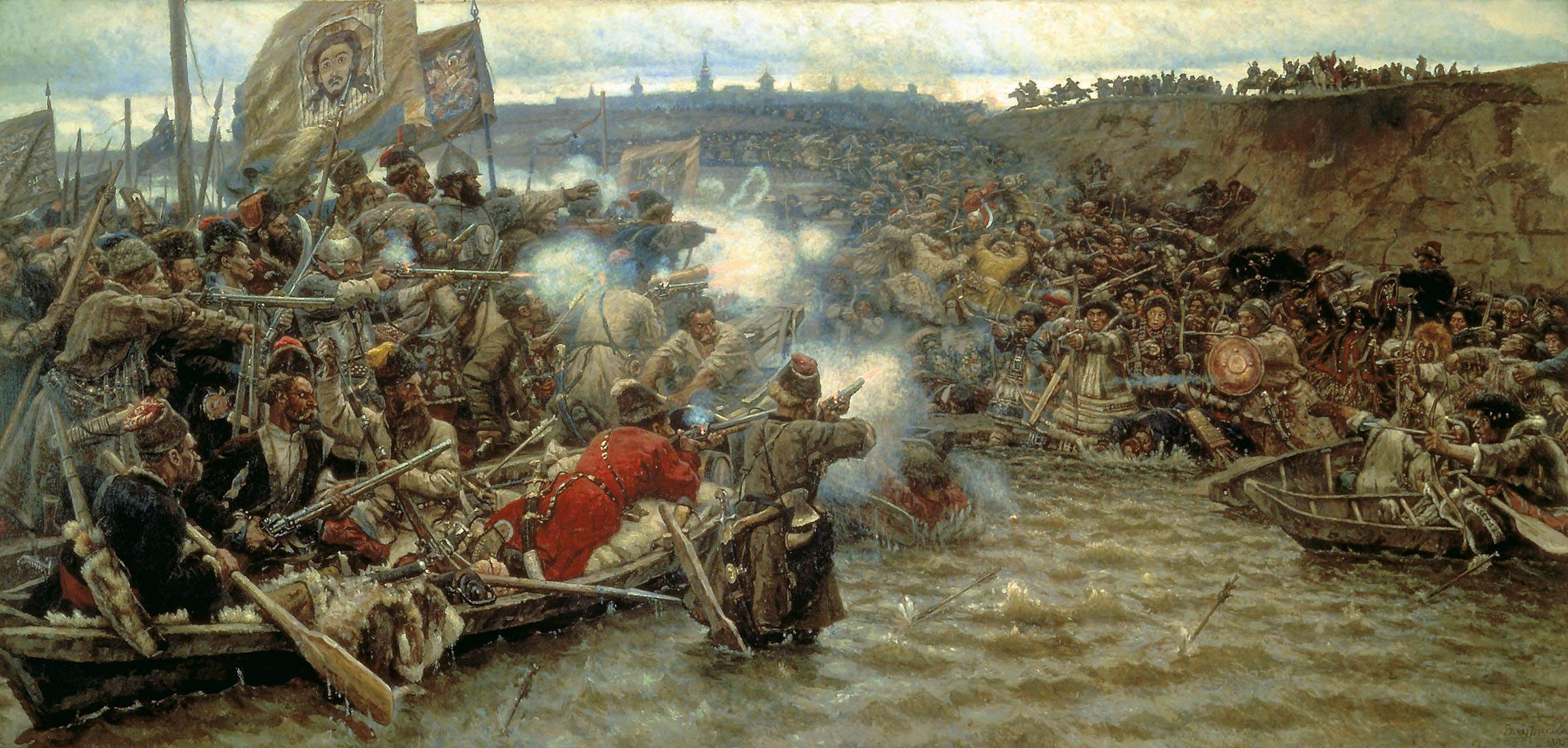
La conquista de Siberia por Yermak. Pintura al óleo obra de Vasili Súrikov (1895)

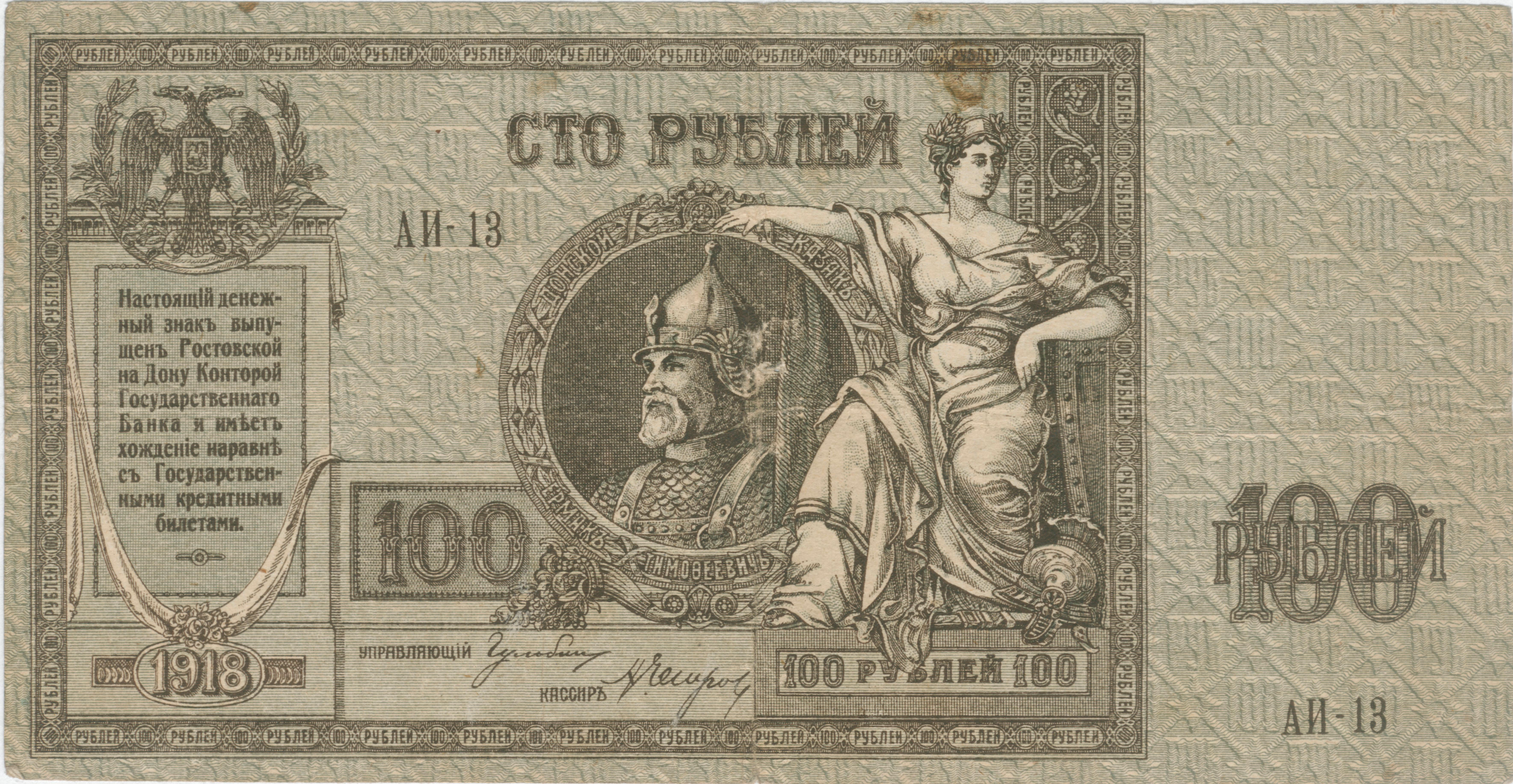
Imagen del atamán Yermak en un billete de 100 rublos, emitido por la República Cosaca (año 1918), durante la guerra civil rusa

En 1 de septiembre de 1581, Yermak libre de compromisos y obligaciones tanto con las autoridades rusas como con los comerciantes Stróganov, decidió dirigir sus hombres al oriente del llamado Cinturón de Piedra (los montes Urales). Los Stróganov, entusiasmados con la idea, convencieron a Yermak para reforzar sus tropas cosacas (540 hombres para aquel entonces) con unidades privadas de los Stróganov (300 mercenarios rusos), además de proporcionar el equipamiento, municiones y provisiones necesarios. Yermak aceptó las condiciones y encabezó esta fuerza unificada para trasladarse primeramente al norte por el río Chusovaya, y posteriormente hasta el valle siberiano entre los ríos Kama y Obi. Desde allí vía terrestre arrastraron sus embarcaciones hasta el río siberiano Zheravl, donde acampó para pasar el invierno. En la primavera del año 1582, navegaron los ríos Zheravl, Baranchá y Taguil para llegar a Turá. En Tura y en las cercanías del río Tavda, las tropas comandadas por Yermak se enfrentaron en dos ocasiones con las tropas de los tártaros siberianos y en ambas salieron vencedores. La autoridad de la región, Khan Kuchum, sintiendo la amenaza creciente, envió contra Yermak un gran ejército encabezado por el comandante Mametkul. Yermak derrotó a las principales fuerzas de Kuchum después de una cruenta batalla (23-25 de octubre de 1582) a orillas del río Irtysh., la batalla del Cabo Chuvash.  El 26 de octubre, Yermak capturó la capital del Kanato de Siberia, Qashliq (a 17 km de la actual ciudad de Tobolsk), obligando a las tropas tártaras a retirarse al sur, a las estepas del río Ishim. Sin embargo, en diciembre del 1582, los tártaros encabezados por Mametkul atacaron por sorpresa y causaron numerosas bajas a los cosacos en las cercanías del lago Abalátskoye.
En la primavera del siguiente año (1583), Yermak dirigió a sus hombres al río Vagái, atacó a las tropas tártaras, capturó a su comandante Mametkul y dedicó todo ese verano a la conquista de los poblados, aldeas y ciudades tártaras de la región. Al tomar la ciudad de Nazym, el atamán Yermak envió a sus corredores a los Stróganov y su colaborador cosaco más cercano Iván Koltsó, al Zar ruso Iván el Terrible, para informar sobre los resultados de la conquista. Iván IV recibió la noticia con alegría y junto con recompensas y numerosos regalos para los cosacos, envió en ayuda de Yermak a tropas rusas encabezadas por el kniaz Semión Boljovski y el comandante Iván Glújov.
Los rusos llegaron a los destacamentos de Yermak en otoño del 1583. Pero para aquel entonces, ya no pudieron ofrecer una ayuda significativa a los cosacos, debilitados por los ataques continuos de los tártaros. Los principales colaboradores cosacos de Yermak cayeron uno a uno en combate. Dado que Kuchum aún tenía fuerzas con las que resistir, atacó a Yermak el 6 de agosto de 1585, causando numerosas bajas. Yermak fue herido, e intentó cruzar a nado el río Vagái, pero se hundió debido al peso de su armadura. Las tropas supervivientes, a las órdenes del atamán Matvéi Mescheriak abandonaron la ciudad de Qashliq. Después de dos años de dominar Siberia, los cosacos se retiraron en dirección a Rusia, para volver un año después.
La exploración de Siberia iniciada por el cosaco Yermak se reflejó en las Crónicas siberianas. Su vida y muerte han sido objetos de numerosas canciones rusas y cosacas, libros y pinturas desde el siglo XVI.